# ارین برادی
ارین برادی (به انگلیسی: Erin Brady) (زاده ۵ نوامبر ۱۹۸۷) مدل و ملکه زیبایی ارمنی‌تبار اهل ایالات متحده آمریکا است.
او در سال ۲۰۱۳ ملکه زیبایی ایالات متحده آمریکا شد و در دوشیزه جهان همان سال به نمایندگی از آمریکا در روسیه شرکت کرد و جز ۱۰ نفر برتر شد.